# 11. dalmatinska brigada (NOVJ)
Za druge 11. brigade glejte 11. brigada.
11. dalmatinska brigada (hrvaško 11. dalmatinska brigada) je bila brigada v sestavi Narodnoosvobodilne vojske in partizanskih odredov Jugoslavije in ki je delovala med drugo svetovno vojno na področju Kraljevine Jugoslavije.

## Organizacija
- štab
- 3x bataljon